# Sebaea leiostyla
Sebaea leiostyla är en gentianaväxtart som beskrevs av Ernest Friedrich Gilg. Sebaea leiostyla ingår i släktet Sebaea och familjen gentianaväxter. Inga underarter finns listade i Catalogue of Life.